# Exclusive Psalmody

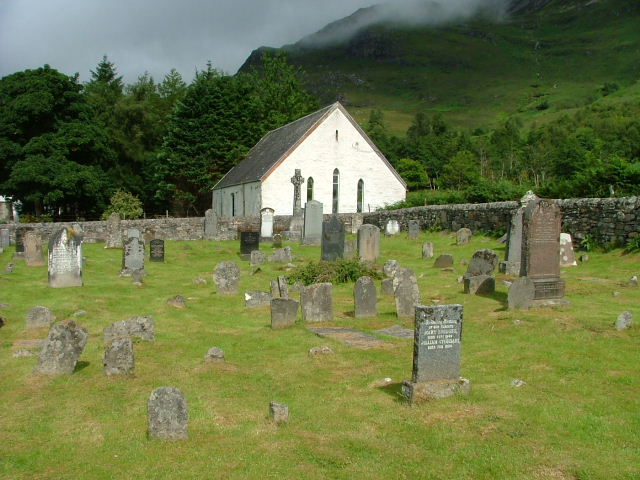
Kerkje van de Free Church of Scotland (Continuing) in Arnisdale. Dit kerkverband is ontstaan naar aanleiding van een discussie over het wel of niet zingen van gezangen in de Schotse Free Church.

Exclusive Psalmody is de Engelstalige term die inhoudt dat een kerkverband in de liturgie geen andere liederen gebruikt dan psalmen. Er bestaat geen Nederlandstalige term voor.

## Achtergrond
De achterliggende gedachte is dat het Bijbelboek Psalmen als Gods woord beschouwd wordt omdat het in de Bijbel staat, terwijl gezangen door mensen zijn geschreven en dus niet geïnspireerd zijn door de Heilige Geest. In de praktijk betekent dit dat men gebruikmaakt van een berijming van de 150 psalmen en enige gezangen zingt die voortkomen uit de reformatorische traditie. Deze gezangen zijn zelf niet allemaal berijmde schriftgedeelten. Een ander doel van deze zelfbeperking is om tweespalt te voorkomen over de geschiktheid van bepaalde gezangen voor de eredienst. In Nederland wordt dan wel verwezen naar de Gereformeerde Kerk als hellend vlak, die begon met toestaan van gezangen in de erediensten, maar waar in de loop der jaren steeds meer moderne elementen werden ingevoerd.

## Verspreiding
Bij de volgende kerkgenootschappen worden alleen psalmen gezongen, hoewel de Nederlandse kerkgenootschappen ook 12 gezangen gebruiken in de eredienst. Deze Enige Gezangen zijn meeberijmd tijdens de psalmberijming van 1773 omdat ze populair waren onder het kerkvolk en bij oudere berijmingen ook aanwezig waren.

### Nederland
- Gereformeerde Gemeenten,
- Gereformeerde Gemeenten in Nederland
- Gereformeerde Gemeenten in Nederland (buiten verband)
- Hersteld Hervormde Kerk
- Oud Gereformeerde Gemeenten in Nederland
- Het meer traditionele deel van de Gereformeerde Bond in de Protestantse Kerk in Nederland (PKN)
- Het meer traditionele deel van de Christelijke Gereformeerde Kerken
- verschillende vrije gemeenten

### Verenigd Koninkrijk
- Associated Presbyterian Churches
- Church of Scotland (kleine minderheid)
- Free Church of Scotland (grotendeels)
- Free Church of Scotland (Continuing)
- Free Presbyterian Church of Ulster
- Free Presbyterian Church of Scotland
- Reformed Presbyterian Church of Ireland
- Reformed Presbyterian Church of Scotland

### Noord-Amerika
- American Presbyterian Church
- Free Reformed Churches of North America
- Heritage Reformed Congregations
- Netherlands Reformed Congregations
- Old German Baptist Brethren
- Orthodox Presbyterian Church (deels)
- Old Order Amish
- Presbyterian Church in America (kleine minderheid)
- Presbyterian Reformed Church
- Reformed Congregations in North America
- Reformed Presbyterian Church General Assembly (kleine minderheid)
- Reformed Presbyterian Church Hanover Presbytery
- Reformed Presbyterian Church of North America
- Westminster Presbyterian Church in the United States

### Australië
- Australian Free Church
- Evangelical Presbyterian Church of Australia
- Presbyterian Church of Eastern Australia
- Reformed Presbyterian Church of Australia
- Southern Presbyterian Church

### Zendingskerken
- Free Presbyterian Church of Malawi
- Gereja Jemaat Protestan di Indonesia
- Nigeria Reformed Church
- Reformed Presbyterian Church of Malawi

## Kritiek
Het gebruik is niet onomstreden. In onder meer de Free Church of Scotland is de laatste jaren heftige discussie over het wel of niet toestaan van gezangen. Ook in de bevindelijk gereformeerde kerken in Nederland is de discussie hierover zeer actueel. Dat blijkt onder anderen uit de opkomst van de bundel Weerklank.